# Zbigniew Brzezinski
Zbigniew Kazimierz Brzeziński, "Zbig", född 28 mars 1928 i Warszawa i Polen, död 26 maj 2017 i Falls Church i Virginia, var en polsk-amerikansk statsvetare, geostrateg och statsman. 
Brzezinski var mest känd för att ha tjänstgjort som nationell säkerhetsrådgivare till USA:s president Jimmy Carter 1977–1981.

## Biografi
Brzeziński föddes i Warszawa som son till en diplomat och tillbringade en del av sin barndom i Frankrike och Tyskland innan han flyttade med sin familj till Kanada. Han studerade på McGill University där han tog en Bachelor of Arts 1949 och en Master of Arts 1950. 1953 erhöll han doktorsgrad i statsvetenskap på Harvard där han också kom att vara lärare. 1960 flyttade han över till Columbia University där han tog över ledningen av det nygrundade institutet för kommunistiska angelägenheter (Institute on Communist Affairs). I slutet av sitt liv var han knuten till Johns Hopkins University i Washington, D.C.
Brzeziński blev amerikansk medborgare 1958. På 1960-talet var han rådgivare i Kennedy- och Johnson-regeringarna. Under Johnsons sista år som president var han utrikespolitisk rådgivare till Hubert Humphrey. 1973 blev Brzezinski den första ledaren för den så kallade trilaterala kommissionen, en grupp av prominenta politiska, akademiska och ekonomiska ledare från USA, Västeuropa och Japan. Gruppens mål var att stärka relationerna mellan dessa regioner. Den kommande amerikanska presidenten Jimmy Carter var medlem och när han 1974 offentliggjorde sin presidentkandidatur blev Brzeziński, kritiker av Nixon-Kissingers utrikespolitik, hans rådgivare i utrikespolitiska frågor. 
Efter sin seger 1976 gjorde Carter så Brzeziński till sin nationella säkerhetsrådgivare. Brzeziński fick som Jimmy Carters säkerhetsrådgivare (1977-1981) ett rykte om sig som "hårding" (Hardliner), framförallt i sin politik gentemot Sovjetunionen. 
Han var gift med skulptören Emilie Benes. Med henne fick han tre barn; utrikespolitiska experten Ian Brzezinski, juristen och ambassadören Mark Brzezinski samt journalisten och programledaren Mika Brzezinski.

## Utmärkelser
- Guggenheimstipendiet,  1960[9]
- Presidentens frihetsmedalj,  16 januari 1981[10]
- Hedersdoktor vid katolska universitetet i Lublin,  21 juni 1990
- Hedersdoktor vid Universitetet i Warszawa,  2 maj 1991
- Vita örnens orden,  1995
- Förtjänstorden, första rangen,  1996
- Tomáš Garrigue Masaryk-orden, första graden,  1998
- Storkorset av Storfurst Gediminas orden,  1998
- Hedersdoktor vid Jagellonska universitetet,  16 juni 2000
- Æresdoktor ved Comenius Universitet i Bratislava,  2 november 2000[11]
- Stara Planina-orden,  2001
- Hedersmedborgare av Kraków,  7 november 2001
- Andra graden av Slovakiens presidents kors,  7 juni 2002[12]
- Hedersmedborgare i Vilnius,  2003
- Storofficer av den rumänska Stjärnorden,  2003
- Tre Stjärnors orden, andra klass,  2007
- Great Immigrants,  2007[13]
- Tredje klass av Jaroslav den vises orden,  28 mars 2008
- Förtjänstorden, tredje graden
- Hedersmedborgare i Gdańsk
- Rumänska Stjärnans orden
- Hedersdoktor vid Vilnius universitet
- Hedersdoktor vid Georgetownuniversitet
- Antonovytjstiftelsens pris
- Förbundsrepubliken Tysklands förtjänstorden – stora kommendörskorset med stjärna och axelrem
- Kommendör med stjärna av Ungerska förtjänstorden
- Hedersdoktor vid Fordham University
- Harvard Centennialmedaljen
- Ellis Island Medal of Honor

[Redigera Wikidata]